# Cryptus sokotranus
Cryptus sokotranus là một loài tò vò trong họ Ichneumonidae.